# Contrato de amor
Contrato de amor é uma telenovela mexicana produzida e exibida pela Azteca entre 11 de agosto de 2008 e 6 de fevereiro de 2009. 
A trama é um remake da novela Catalina y Sebastián, produzida em 1999. 
Foi protagonizada por Leonardo García e Ximena Rubio e antagonizada por Alejandra Maldonado, Alberto Casanova e Mayra Sierra.

## Sinopse
Ana Cristina é uma jovem amável e carismática, que é forçada por sua mãe, Patricia, a se casar com um milionário para recuperar seu lugar social na Cidade do México. Alguns tempo depois, ela encontra Gabriel, filho de Fernando Escandón, um milionário rico proprietário de um hotel de alta classe.
Ana Cristina e Gabriel se casam por um contrato civil; o casamento é feito rapidamente, garantindo o objetivo de Patricia, que é estar novamente na alta sociedade. Gabriel não demora muito para pensar que Ana Cristina o estava usando por dinheiro, e inventa um plano que iria ajudá-lo a saber se isso era verdade. Quando Ana Cristina descobre que Gabriel, na verdade, é um outro funcionário do hotel, as coisas vão ser afetados no casamento, mas ambos percebem que o amor é tão forte que faz o dinheiro casal e não, nem planos .

## Elenco
- Leonardo García - Gabriel
- Ximena González Rubio - Ana Cristina
- Alejandra Maldonado - Patricia
- Eugenio Montessoro - Alfredo
- Álvaro Guerrero - Fernando
- Alberto Casanova - Isaías
- Mayra Sierra - Regina
- Carmen Beato - Griselda
- Francisco Angelini - Enrique
- Gloria Stalina - Soledad
- Daniela Wong - Laura
- Nubia Martí - Eloísa
- Mauricio Valle - Alejandro
- Danny Gamba - Diana
- Hugo Catalán - Rodrigo
- Liliana Lago - Bárbara
- Armando Torrea - Apolo
- Tomás Goros - José Martín
- Adrián Rubio - Rufino
- Germán Valdéz III
- Victor Luis Zuñiga - Enzo